# Guthormr Sindri
Guthormr Sindri o Gothormr Sindri fue un escaldo de Noruega en el siglo X. Era poeta de la corte del rey Harald I de Noruega (hárfagri) y sus hijos Halfdan Haraldsson el Negro (svarti) y Haakon el Bueno (góði), para quienes compuso Hákonardrápa. Snorri Sturluson menciona como Guthormr intervino entre Harald y Hálfdan y tuvo éxito en su propósito de enmendar un conflicto entre ambos:
Cuando Halfdan el Negro oyó esto, preparó los barcos y los hombres, por lo que tuvo una gran fuerza, y se dirigió a Stad, en Thorsbjerg. El rey Harald se acostó con sus hombres en Reinsletta. Ahora la gente se interpuso entre ellos, y entre otros, un hombre inteligente llamado Guthorm Sindre, que entonces estaba al servicio del ejército de Halfdan el Negro, pero había estado antes con el rey Harald, y era un gran amigo de ambos. Guthorm fue un gran escaldo y había compuesto una canción sobre el padre y el hijo, por lo que le habían ofrecido una recompensa. Sin embargo él tomaría nada, pero sólo pidió que un día u otro deben concederle cualquier petición que hiciese, y que se comprometieron a hacer. Ahora se presentó ante el rey Harald, trajo palabras de paz entre ellos, e hizo la solicitud a los dos que debían reconciliarse.  ser reconciliados. El rey lo tenía en tal alta estima que, en consecuencia, se reconciliaron.
—Saga de Harald Harfager (39), Trad. Samuel Laing
Hákonardrápa es el único trabajo conocido de Guthormr ya que el poema sobre Harald y Halfdan que menciona Snorri se ha perdido. Seis estrofas y dos mitades de Hákonardrápa se conservan en Hákonar saga góða y Óláfs saga Tryggvasonar en mesta. El poema relata las batallas ganadas pro Haakon el Bueno contra los daneses y sus expediciones a Selandia, Escania y Götaland, así como las victorias contra los hijos de su hermano Erico I de Noruega.